# ين بو مي
يون بومي (كورية: 윤보미) ، (من مواليد 8/13/ 1993) ,
المعروفة ب بومي، وهي مغنية وراقصة الرئيسية لمجموعة الفتيات الكورية أي بينك التي أنشأتها شركة كيوب انترتيمنت.

## السيرة الذاتية
ولدت يون بومي في 13 أغسطس عام 1993، في سوون، كوريا الجنوبية. حضرت حضانة Gocek ، مدرسة Gocek الابتدائية، مدرسة Gocek الوسطى، و مدرسة Youngshin الثانوية للبنات، وقد حضرت أيضا المدرسة ثانوية للفنون بكوريا.
بومي لديها حزام من الدرجة الثالت الأسود للتايكوندو وكان حلمها الأصلي أن تكون ممثله في التايكواندو في كوريا بدلاً من أن تكون مغنيه.

## روابط خارجية
- ين بو مي على موقع IMDb (الإنجليزية)
- ين بو مي على موقع ميوزك برينز (الإنجليزية)
- ين بو مي على موقع قاعدة بيانات الفيلم (الإنجليزية)